# 2009年の芸術
2009年の芸術では、2009年（平成21年）の芸術分野に関する出来事について記述する。
なお、文学については「2009年の文学」を、音楽については「2009年の音楽」を、映画については「2009年の映画」をそれぞれ参照すること。

## できごと

### 3月
- 3月19日 - イタリア・ミラノにあるブレラ美術館で、修復が完了したラファエロの名画『聖母の結婚』が一般公開された [1]。

### 4月
- 4月12日 - プリツカー賞に、スイスの建築家ペーター・ツムトールが選ばれる [2][3]。

### 5月
- 5月29日 - 政府が閣議で舞台放浪記の主演2000回を達成した女優森光子に、国民栄誉賞の授与を決定、17人目、女優としては初。

### 7月
- 7月18日 - 新潟県新潟市にて水と土の芸術祭が開始。12月27日まで。牛腸茂雄、土屋公雄、王文志など13カ国の芸術家による71作品が市内各地に展示された。
- 7月31日 - 8月4日、香港動漫電玩節（香港コンベンションセンター）開催。[4]

### 10月
- 10月16日 - ドイツの首都ベルリンにある新博物館が修復を終え、約70年ぶりに再オープン。新博物館は第二次世界大戦中の爆撃で大きな被害を受け、長い間閉鎖状態だった [5][6]。

### 11月
- 11月3日 - 3代目桂米朝が演芸人として初の文化勲章を受章[7]。米朝は「芸能界始まって以来の珍事」と称した。
- 11月11日
  - 今井雅之原作・主演の「手をつないでかえろうよ」(新国立劇場)[8]
  - 真野恵里菜初舞台主演の「恋するハローキティ」（青山円形劇場）上演
- 11月12日 - 香取慎吾主演、小西康陽劇伴作曲、三谷幸喜脚本のオフ・ブロードウェイミュージカル「TALK LIKE SINGING」（ アメリカ合衆国ニューヨーク大学の構内小劇場『スカーボール・センター・フォー・ザ・パフォーミング・アーツ』）上演（ - 22日）。[9]

## 受賞
- プリツカー賞 （4月） - 「建築界のノーベル賞」ともいわれている。
  - ペーター・ツムトール （ピーター・ズントー）

- 第21回高松宮殿下記念世界文化賞 （例年9月） - 「絵画」、「彫刻」、「建築」、「音楽」、「演劇・映像」の5部門がある。
  - 絵画部門 – 杉本博司
  - 彫刻部門 – リチャード・ロング
  - 建築部門 – ザハ・ハディド
  - 演劇・映像部門 – トム・ストッパード

- 第66回日本芸術院賞（平成21年度） - 例年通りであれば、2010年3月頃発表。

  - 日本画部門 – 未定
  - 洋画部門 - 未定
  - 彫塑部門 - 未定
  - 工芸部門 - 未定
  - 書部門 - 未定
  - 建築部門 - 未定
  - 文楽部門 - 未定
  - 歌舞伎部門 - 未定
  - 舞踊部門 - 未定
  - 演劇部門 - 未定

## 死去
- 12月2日 - 平山郁夫、日本の日本画家。（* 1930年）